# 阿昌族
阿昌族是中国的一个少数民族，中国云南境内最早的世居民族之一。主要居住在云南省西南部。根据2010年第五次全国人口普查统计，中国阿昌族人口数为39555。緬甸也有少量分布，掸邦称蒙撒族（羅馬化：muing: sa，也讹译“曼达族”），克欽邦稱峨昌族，2000年統計全緬甸境內有35000人。

## 歷史與源流
不同地區阿昌族的自稱有所不同，如“蒙撒”、“襯撒”（戶撒地區），“漢撒”、“峨昌”（梁河地區）等。在漢文史籍中，阿昌族曾被称为“峨昌”、“娥昌”、“莪昌”、“阿昌”、“萼昌”等。中華人民共和國成立后，統一定名為阿昌族。
值得注意的是片馬的景頗族茶山支系和梁河阿昌族自稱都是“峨昌”，故中國已不再使用「峨昌」稱呼阿昌族。
阿昌族與中國古代的氐羌族群有淵源關係。唐宋時期，由南詔、大理政權統治；元代歸屬云南行省金齒宣撫司的鎮西路、平緬路、柔遠路等；明清時期由土司管理。

## 分布
阿昌族主要集中于云南省德宏傣族景頗族自治州的陇川和梁河。在潞西、盈江以及保山市的龙陵、騰沖等地也有分布。

### 阿昌族聚居地
- 九保阿昌族乡（云南省德宏州梁河县）
- 曩宋阿昌族乡（云南省德宏州梁河县）
- 户撒阿昌族乡（云南省德宏州陇川县）

### 各地阿昌族人口
| 地区       | 总人口        | 阿昌族 | 占阿昌族 人口比例（%） | 占地区 少数民族 人口比例（%） | 占地区 人口比例（%） |
| 合计       | 1,245,110,826 | 33,954 | 100                    | 0.03223                       | 0.0027               |
| 31省份合计 | 1,242,612,226 | 33,936 | 100                    | 0.032                         | 0.0027               |
| 西南地区   | 193,085,172   | 33,585 | 98.913                 | 0.093                         | 0.0174               |
| 华东地区   | 358,849,244   | 168    | 0.495                  | 0.007                         | 0.0001               |
| 中南地区   | 350,658,477   | 148    | 0.436                  | 0.001                         | 0.0000               |
| 华北地区   | 145,896,933   | 22     | 0.065                  | 0.000                         | 0.0000               |
| 西北地区   | 89,258,221    | 8      | 0.024                  | 0.000                         | 0.0000               |
| 东北地区   | 104,864,179   | 5      | 0.015                  | 0.000                         | 0.0000               |
| 云南       | 42,360,089    | 33,519 | 98.719                 | 0.237                         | 0.0791               |
| 山东       | 89,971,789    | 92     | 0.271                  | 0.015                         | 0.0001               |
| 海南       | 7,559,035     | 43     | 0.127                  | 0.003                         | 0.0006               |
| 江苏       | 73,043,577    | 42     | 0.124                  | 0.016                         | 0.0001               |
| 广东       | 85,225,007    | 40     | 0.118                  | 0.003                         | 0.0001               |
| 湖南       | 63,274,173    | 29     | 0.085                  | 0.000                         | 0.0001               |
| 贵州       | 35,247,695    | 28     | 0.082                  | 0.000                         | 0.0001               |
| 四川       | 82,348,296    | 26     | 0.077                  | 0.001                         | 0.0000               |
| 浙江       | 45,930,651    | 25     | 0.074                  | 0.006                         | 0.0001               |
| 广西       | 43,854,538    | 19     | 0.056                  | 0.000                         | 0.0000               |
| 河南       | 91,236,854    | 15     | 0.044                  | 0.001                         | 0.0000               |
| 重庆       | 30,512,763    | 12     | 0.035                  | 0.001                         | 0.0000               |
| 河北       | 66,684,419    | 8      | 0.024                  | 0.000                         | 0.0000               |
| 北京       | 13,569,194    | 6      | 0.018                  | 0.001                         | 0.0000               |
| 内蒙       | 23,323,347    | 6      | 0.018                  | 0.000                         | 0.0000               |
| 安徽       | 58,999,948    | 5      | 0.015                  | 0.001                         | 0.0000               |
| 陕西       | 35,365,072    | 4      | 0.012                  | 0.002                         | 0.0000               |
| 黑龙江     | 36,237,576    | 3      | 0.009                  | 0.000                         | 0.0000               |
| 福建       | 34,097,947    | 3      | 0.009                  | 0.001                         | 0.0000               |
| 山西       | 32,471,242    | 2      | 0.006                  | 0.002                         | 0.0000               |
| 辽宁       | 41,824,412    | 2      | 0.006                  | 0.000                         | 0.0000               |
| 湖北       | 59,508,870    | 2      | 0.006                  | 0.000                         | 0.0000               |
| 新疆       | 18,459,511    | 2      | 0.006                  | 0.000                         | 0.0000               |
| 江西       | 40,397,598    | 1      | 0.003                  | 0.001                         | 0.0000               |
| 甘肃       | 25,124,282    | 1      | 0.003                  | 0.000                         | 0.0000               |
| 青海       | 4,822,963     | 1      | 0.003                  | 0.000                         | 0.0000               |
| 天津       | 9,848,731     |        |                        |                               |                      |
| 吉林       | 26,802,191    |        |                        |                               |                      |
| 上海       | 16,407,734    |        |                        |                               |                      |
| 西藏       | 2,616,329     |        |                        |                               |                      |
| 宁夏       | 5,486,393     |        |                        |                               |                      |
| 现役军人   | 2,498,600     | 18     | 0.053                  | 0.016                         | 0.0007               |

阿昌族历年人口

## 語言文字
阿昌族的语言阿昌語属汉藏语系藏缅语族缅彝语支的缅語群，其中又分为隴川、梁河、潞西3个方言。無文字，書面交流使用漢文。

## 文化與民俗

### 文藝
阿昌族民間文學形式題材多樣。有創世神話史詩《遮帕麻和遮咪麻》；长篇叙事诗《曹扎》《鐵匠戰龍王》以及豐富的民間故事。
族人能歌善舞，有獨特的歌舞形式“蹬窩羅”。平時喜歡進行“對歌”活動。乐器主要有葫芦箫、三月箫、铜口弦、三弦、象脚鼓、锣等。

### 建筑
阿昌族人一般居住在磚瓦、木石搭建的四合院二層樓房中，正屋住人，廂房樓上堆放雜物，樓下養殖牲畜。

### 饮食
阿昌族人饮食以大米为主，除此之外还有薯类、玉米、蔬菜、肉类等，嗜食酸性食品。特色食品有过手米线、苏子粑粑等。

### 服飾
阿昌族的男子多穿蓝色、白色或黑色的对襟上衣、黑色长裤，裤脚短而宽。小伙子喜缠白色包头，婚后则改换黑色包头。有些中老年人还喜欢戴毡帽。青壮年打包头时总要留出约40厘米长的穗头垂于脑后。外出赶集或参加节日聚会时，喜欢斜背一个“筒帕”（挎包）和一把阿昌刀。未婚少女平时多着各色大襟或对襟上衣、黑色长裤，外系围腰，头戴黑色包头。已婚婦女則要戴上“屋擺”（高包頭）。梁河地区的妇女一般穿红色或蓝色对襟上衣和筒裙，小腿裹绑腿，用黑布裹包头，高达约 0.3公尺，包头顶端左侧还垂挂四五个五彩小绣球，颇具特色。阿昌族人喜欢用花作饰物，因为花被阿昌族视为品性正直、心灵纯洁的标志，头上、胸前、腰部小腿处基本都有缀饰鲜花或毛绒线花。

### 體育活動
阿昌族民間體育活動豐富多彩，蕩鞦韆、賽馬、賽馬、射擊、武阿昌刀等項目頗為盛行。

### 禮儀
阿昌族人講究禮貌，尤其是對老年人非常尊敬。

### 主要节日
- 窝罗节（农历正月初四）
- 火把节（农历六月二十四）
- 泼水节
- 会街节（农历九月中旬，现改在中华人民共和国国庆日前后的三天）
- 嘗新节

## 宗教信仰
阿昌族的宗教信仰有地區性的差異：戶撒地區的阿昌族人普遍信仰上座部佛教，梁河地區的阿昌族則仍然保留原始宗教信仰，相信萬物有靈。

## 經濟發展
阿昌族居住於云南西部的山區，主要从事农业，以种植水稻闻名，梁河地区的“毫安公”被称为“水稻之王”。制造的铁器也极负盛名，以“户撒刀”著称于世。